# Horst Friedrich List
Horst Friedrich List (Pseudonyme: John D. Carrigan, Horst Friedrich, Ernst Heiter, Friedrich Horst, Harvey F. Lime, Frederic H. Lorca, John D. Shenley, * 7. Mai 1924 in Frankfurt am Main; † 3. März 1976 in Darmstadt) war ein deutscher Schriftsteller.

## Leben
List lebte als freier Schriftsteller in Darmstadt. In den Fünfziger- und Sechzigerjahren war er ein sehr produktiver Verfasser von Jugendbüchern sowie von zahlreichen Titeln aus dem Bereich der Unterhaltungsliteratur, darunter Wildwest-, Abenteuer-, Kriminal- und humoristische Romane; der größte Teil seiner Werke erschien in Heftform.

## Werke
- Weg zu den Sternen, Neustadt an der Haardt 1948
- Edwin Erich Dwinger, der Chronist unserer Zeit, Freiburg i.Br. 1952
- Auf der Fährte der Elefanten, Göttingen 1955 (unter dem Namen Friedrich Horst)
- Die Ranch am Todesfluß, Darmstadt 1955 (unter dem Namen Frederic H. Lorca)
- Sheriff Marett geht aufs Ganze, Darmstadt 1955 (unter dem Namen Frederic H. Lorca)
- Die tödliche Grenze, Darmstadt 1955 (unter dem Namen Frederic H. Lorca)
- Verwehte Spuren, Darmstadt 1955 (unter dem Namen Frédéric H. Lorca)
- Das Doppelleben des Herrn Kalle, Hamburg-Poppenbüttel 1956 (unter dem Namen Ernst Heiter)
- Es ging um zwei Millionen Karat!, Sinzig (Rhein) 1956 (unter dem Namen John D. Shenley)
- Foster und der große Coup, Darmstadt 1956 (unter dem Namen Frederic H. Lorca)
- Jagd auf Unbekannt, Bergisch Gladbach 1956 (unter dem Namen John D. Shenley)
- Junger Mann mit leichten Hemmungen, Hamburg-Poppenbüttel 1956 (unter dem Namen Ernst Heiter)
- Die letzte Instanz, Sinzig (Rhein) 1956 (unter dem Namen John D. Shenley)
- Perlen in falscher Hand, Sinzig (Rhein) 1956 (unter dem Namen John D. Shenley)
- Piraten im Mittelmeer, Bad Godesberg-Mehlem 1956 (unter dem Namen John D. Shenley)
- Ritt ins Schicksal, Papenburg 1956 (unter dem Namen Frederic H. Lorca)
- Schatten über Alverley, Papenburt 1956 (unter dem Namen John D. Shenley)
- Ein Sheriff für Dallas, Papenburg 1956 (unter dem Namen Frederic H. Lorca)
- Der Tiger Kali, Göttingen 1956 (unter dem Namen Horst Friedrich)
- Der Tod flog mit!, Sinzig (Rhein) 1956 (unter dem Namen John D. Shenley)
- Toni mietet eine Königin, Hamburg-Poppenbüttel 1956 (unter dem Namen Ernst Heiter)
- Abenteuer auf Madagaskar, Göttingen 1957 (unter dem Namen Horst Friedrich)
- Alarm um ein Kind, Bad Godesberg-Mehlem 1957 (unter dem Namen John D. Shenley)
- Anton, der Tiefstapler, Hamburg-Poppenbüttel 1957 (unter dem Namen Ernst Heiter)
- Fridolin ist nicht in Wien, Hamburg-Poppenbüttel 1957 (unter dem Namen Ernst Heiter)
- Der gestohlene Elefant, Hamburg-Poppenbüttel 1957 (unter dem Namen Ernst Heiter)
- Ein Haus auf Reisen, Hamburg-Poppenbüttel 1957 (unter dem Namen Ernst Heiter)
- Die Kopfjäger von Bandung, Göttingen 1957 (unter dem Namen Horst Friedrich)
- Omar, der junge Scheik, Göttingen 1957
- Omar reitet nach Mekka, Göttingen 1957 (unter dem Namen Horst Friedrich)
- Omar und die Wüstenpolizei, Göttingen 1957 (unter dem Namen Horst Friedrich)
- Der unüberwindliche Junggeselle, Darmstadt 1957 (unter dem Namen Ernst Heiter)
- Venus wohnt gleich nebenan, Hamburg-Poppenbüttel 1957 (unter dem Namen Ernst Heiter)
- Drei Männer im Keller, Hamburg-Poppenbüttel 1958 (unter dem Namen Ernst Heiter)
- Ferienglück auf Raten, Hamburg-Poppenbüttel 1958 (unter dem Namen Ernst Heiter)
- Das Haus des lachenden Todes, Darmstadt 1958 (unter dem Namen John D. Shenley)
- Imek, der tapfere Eskimojunge, Göttingen 1958 (unter dem Namen Horst Friedrich)
- Interpol ruft Tripolis, Bergisch Gladbach 1958 (unter dem Namen John D. Carrigan)
- Lord Ashley läßt bitten!, Darmstadt 1958 (unter dem Namen John D. Shenley)
- Mord im Morgengrauen, Darmstadt 1958 (unter dem Namen John D. Shenley)
- Die seltsame Reise des Herrn Bumm, Hamburg-Poppenbüttel 1958 (unter dem Namen Ernst Heiter)
- Sieben Tage Galgenfrist, Darmstadt 1958 (unter dem Namen John D. Shenley)
- Tödliche Träume, Bergisch Gladbach 1958 (unter dem Namen John D. Carrigan)
- Wer soll das bezahlen, Hamburg-Poppenbüttel 1958 (unter dem Namen Ernst Heiter)
- Die armen Millionäre, München 1959 (unter dem Namen Ernst Heiter)
- Ein Cocktail mit dem Henker, Bergisch Gladbach 1959 (unter dem Namen John D. Carrigan)
- Das dunkle Licht, Bergisch Gladbach 1959 (unter dem Namen John D. Carrigan)
- Die Geliebte des Todes, Bergisch Gladbach 1959 (unter dem Namen John D. Carrigan)
- Heiße Nächte – kühle Frauen, Bergisch Gladbach 1959 (unter dem Namen John D. Carrigan)
- Keine Chance für Dr. Larsson, Bergisch Gladbach 1959 (unter dem Namen John D. Carrigan)
- Ein Königreich für eine Frau, Hamburg-Poppenbüttel 1959 (unter dem Namen Ernst Heiter)
- Mario sucht eine Frau, Hamburg-Poppenbüttel 1959 (unter dem Namen Ernst Heiter)
- Die Spur führt ins Nichts, Bergisch Gladbach 1959 (unter dem Namen John D. Carrigan)
- Der Teufel tanzt in Teheran, Bergisch Gladbach 1959 (unter dem Namen John D. Carrigan)
- Ulla wird ein Star, München 1959 (unter dem Namen Ernst Heiter)
- Geheime Fracht für Caracas, Bergisch Gladbach 1960 (unter dem Namen Harvey F. Lime)
- Kein Killer kennt Corelli, Bergisch Gladbach 1960 (unter dem Namen John D. Carrigan)
- Lieber reich – aber glücklich, München 1960 (unter dem Namen Ernst Heiter)
- Mister Morlocks tolle Masche, Bergisch Gladbach 1960 (unter dem Namen John D. Carrigan)
- Parties, Puppen und Pistolen, Bergisch Gladbach 1960 (unter dem Namen John D. Carrigan)
- Rotes Blut auf weißen Diamanten, Bergisch Gladbach 1960 (unter dem Namen Harvey F. Lime)
- Sender Tabu-Tonga schweigt, Bergisch Gladbach 1960 (unter dem Namen Harvey F. Lime)
- Teufel schreiben nur mit Blut, Bergisch Gladbach 1960 (unter dem Namen John D. Carrigan)
- Der Tod wiegt keine 30 Gramm, Bergisch Gladbach 1960 (unter dem Namen John D. Carrigan)
- Urlaub vom Galgen, Bergisch Gladbach 1960 (unter dem Namen John D. Carrigan)
- Verrat im Dschungel, Bergisch Gladbach 1960 (unter dem Namen Harvey F. Lime)
- Agentennetz in schwarzer Dschunke, Bergisch Gladbach 1961 (unter dem Namen Harvey F. Lime)
- Als letzten faßten sie den Boss, Bergisch Gladbach 1961 (unter dem Namen John D. Carrigan)
- Das Boot der Verdammten, Bergisch Gladbach 1961 (unter dem Namen Harvey F. Lime)
- Dolchstoß auf der letzten Stufe, Bergisch Gladbach 1961 (unter dem Namen John D. Carrigan)
- Im Würgegriff der Unterwelt, Bergisch Gladbach 1961 (unter dem Namen John D. Carrigan)
- Die letzte Ladung kam vom Teufel, Bergisch Gladbach 1961 (unter dem Namen John D. Carrigan)
- Der letzte Schrei bevor du stirbst, Bergisch Gladbach 1961 (unter dem Namen John D. Carrigan)
- Das letzte Spiel gewinnt der Tod, Bergisch Gladbach 1961 (unter dem Namen John D. Carrigan)
- Der Mann, den niemand fassen konnte, Bergisch Gladbach 1961 (unter dem Namen John D. Carrigan)
- Mord bei 40 Grad im Schatten, Bergisch Gladbach 1961 (unter dem Namen John D. Carrigan)
- Schüsse aus der linken Hand, Bergisch Gladbach 1961 (unter dem Namen John D. Carrigan)
- Der Tote kam vom 2. Stock, Bergisch Gladbach 1961 (unter dem Namen John D. Carrigan)
- Wir hatten den Tod an Bord, Bergisch Gladbach 1961 (unter dem Namen Harvey F. Lime)
- Auf den Wellen schaukelt der Tod, Bergisch Gladbach 1962 (unter dem Namen John D. Carrigan)
- Auf falschem Kurs nach "Den-Pasar", Bergisch Gladbach 1962 (unter dem Namen Harvey F. Lime)
- Dschungel des Lebens, Darmstadt 1962
- Dynamit für Sarawak, Bergisch Gladbach 1962 (unter dem Namen Harvey F. Lime)
- Flucht in die Hölle, Bergisch Gladbach 1962 (unter dem Namen Harvey F. Lime)
- Der Fluß der blauen Träume, Bergisch Gladbach 1962 (unter dem Namen Harvey F. Lime)
- Für Rauschgift zahlt er jeden Preis, Bergisch Gladbach 1962 (unter dem Namen John D. Carrigan)
- Hölle zwischen Start und Ziel, Bergisch Gladbach 1962 (unter dem Namen John D. Carrigan)
- JT 1 fliegt in Verderben, Bergisch Gladbach 1962 (unter dem Namen Harvey F. Lime)
- Keiner hört den letzten Schrei, Bergisch Gladbach 1962 (unter dem Namen John D. Carrigan)
- Der letzte Zug nach Ratnapura, Bergisch Gladbach 1962 (unter dem Namen Harvey F. Lime)
- Ein Mann starb in der Strahlenkammer, Bergisch Gladbach 1962 (unter dem Namen John D. Carrigan)
- Ein Mörder legt die Rechnung vor, Bergisch Gladbach 1962 (unter dem Namen John D. Carrigan)
- Rendezvous mit harten Fäusten, Bergisch Gladbach 1962 (unter dem Namen John D. Carrigan)
- Safari ohne Wiederkehr, Bergisch Gladbach 1962 (unter dem Namen Harvey F. Lime)
- Schalter 2 gibt Gasalarm, Bergisch Gladbach 1962 (unter dem Namen John D. Carrigan)
- Strandgut des Todes, Bergisch Gladbach 1962 (unter dem Namen Harvey F. Lime)
- Das Teufelswrack von Wai-ti-peh, Bergisch Gladbach 1962 (unter dem Namen Harvey F. Lime)
- Ein toter Mann gibt keine Party, Bergisch Gladbach 1962 (unter dem Namen John D. Carrigan)
- Zinsen für die Unterwelt, Bergisch Gladbach 1962 (unter dem Namen John D. Carrigan)
- Die Angst war sein Komplice, Bergisch Gladbach 1963 (unter dem Namen John D. Carrigan)
- Ausverkauf in Alibis, Bergisch Gladbach 1963 (unter dem Namen John D. Carrigan)
- Der Boss der Diamanten-Haie, Bergisch Gladbach 1963 (unter dem Namen Harvey F. Lime)
- Menschenraub im Nachtexpress, Bergisch Gladbach 1963 (unter dem Namen John D. Carrigan)
- Ein Mörder hebt die Hände hoch, Bergisch Gladbach 1963 (unter dem Namen John D. Carrigan)
- Mordauftrag für zwei Millionen, Bergisch Gladbach 1963 (unter dem Namen John D. Carrigan)
- Die Nacht der stummen Zeugen, Bergisch Gladbach 1963 (unter dem Namen John D. Carrigan)
- Der Rebell von Sumatra, Bergisch Gladbach 1963 (unter dem Namen Harvey F. Lime)
- Sie stoppten ihn im Westend-Park, Bergisch Gladbach 1963 (unter dem Namen John D. Carrigan)
- Der Teufel lockte sie mit Gold, Bergisch Gladbach 1963 (unter dem Namen Harvey F. Lime)
- Die Uhr steht auf Mord, Bergisch Gladbach 1963 (unter dem Namen John D. Carrigan)
- Der unheimliche Passagier, Bergisch Gladbach 1963 (unter dem Namen Harvey F. Lime)
- Keine Party ohne Mord, Bergisch Gladbach 1964 (unter dem Namen John D. Carrigan)
- Kleiner Schreck um Mitternacht, Köln 1964 (unter dem Namen Ernst Heiter)
- Ein Manager fürs Paradies, Köln 1964 (unter dem Namen Ernst Heiter)
- Mit dem Rücken zur Wand, Bergisch Gladbach 1964 (unter dem Namen John D. Carrigan)
- Johnny mietet eine Stadt, Köln 1965 (unter dem Namen Ernst Heiter)
- Der Polizeibericht meldet ..., Göttingen 1966 (unter dem Namen Horst Friedrich)
- Falltür in die Unterwelt, Bergisch Gladbach 1969 (unter dem Namen John D. Carrigan)

Herausgeberschaft
- Oskar Koenig: Pori tupu, Darmstadt 1953

Übersetzungen
- Abel Armand: 30 Tage Abenteuer, Darmstadt 1960
- Jon Cleary: Nacht über Kundavi, Darmstadt 1962
- István Fekete: Kawasch, Darmstadt 1963
- Louis L’Amour: Der Ruf der Wälder, München 1966

| Personendaten    | Personendaten |
| ---------------- | --- |
| NAME             | List, Horst Friedrich |
| ALTERNATIVNAMEN  | Carrigan, John D.; Friedrich, Horst; Heiter, Ernst; Horst, Friedrich; Lime, Harvey F.; Lorca, Frederic H.; Shenley, John D. |
| KURZBESCHREIBUNG | deutscher Schriftsteller |
| GEBURTSDATUM     | 7. Mai 1924 |
| GEBURTSORT       | Frankfurt am Main |
| STERBEDATUM      | 3. März 1976 |
| STERBEORT        | Darmstadt |